# Rolf Dieter Brinkmann
Rolf Dieter Brinkmann (Vechta, 1940. április 16. – London, 1975. április 23.) német költő, író, műfordító és kiadó.

## Életpályája
Az iskola után könyvárusnak állt, 1962-től Kölnben élt, itt eleinte pedagógiát tanult az egyetemen, ezt azonban hamarosan feladta és írásból kezdett élni. Több rövid londoni tartózkodása során az 1960-as években közelről megismerte a korabeli angol-amerikai költészetet és popzenét. 1972 és 1974 között a római Villa Massimo vendége volt, valamint a texasi Austinban lett vendégtanár. Brinkmann korai prózájában a nouveau roman esztétikája érvényesül. Brinkmann tette ismertté a 60-as években Németországban az amerikai underground-költészetet. A költészet számára a tények és történések közvetlen reflexiója, tükre volt.
A rövid sorokból álló, korai költeményeket (70-es évek) rendkívül életerős és fantáziadús képekkel telített prózaversek követték. A 60-as évek közepétől az amerikai avantgárddal is foglalkozott, (Frank O’Hara, William Carlos Williams) erősen befolyásolták Brinkmannt. A Ralf-Rainer Rygullával 1969-ben közösen kiadott antológia „Acid. Neue amerikanische Szene“ máig az amerikai Beat-generáció legfontosabb dokumentuma. A jellegzetesen provokátorként fellepő Brinkmann a 70-es évek után visszavonult az irodalmi élettől és kizárólag ún. „Materialienbände (Anyagkötet)“ szerkesztésével és írásával foglalkozott. Ezen kívül utolsó éveiben készült el nagy lírai munkája, a „Westwärts 1 & 2“, amelyért 1975-ben, posztum, a Petrarca-díjjal tüntették ki és máig a 20. századi német költészet egyik legfontosabb verseskötetének számít. Másik főműveként tartják számon a „Rom, Blicke“, egy obszcén és lepusztult levelekből, jegyzetekből, újságcikk-kivágásokból és fényképekből összeállított gyűjtemény, amelyet Brinkmann eredetileg egy újabb „Materialienbandnak“  tervezett jövőbeni projektjei számára. Ezen projekteket már nem sikerült megvalósítani, Brinkmannt 1975. április 23-án Londonban elgázolta egy autó.
Brinkmannak, mint radikális irodalmi megújítónak nagy befolyása volt az őt követő költő-generációra. Köln 1990-ben alapította meg a Rolf-Dieter-Brinkmann-Ösztöndíjat, mintegy tisztelgés a Brinkmann tevékenysége előtt. Szülővárosában Vechtában a Rolf-Dieter-Brinkmann-Társaság foglalkozik Brinkmann művének feldolgozásával.
2005-ben az író eredeti fényképei 1973-ból „Wörter Sex Schnitt“ címmel lettek publikálva. Harald Bergmann „Brinkmanns Zorn (Brinkmann dühe)“  című eredeti hangfelvételeken alapuló filmje  2006-ban került a mozikba.